# Hradec nad Svitavou
Obec Hradec nad Svitavou (německy Greifendorf) se nachází v okrese Svitavy v Pardubickém kraji. Žije zde přibližně 1 700 obyvatel. Obec je součástí Mikroregionu Svitavsko.
Celá zástavba obce, jakož i téměř celé její katastrální území leží na Moravě, ale nepatrný západní okraj katastru náležel do roku 1973[zdroj⁠?!] k již zrušenému katastrálnímu území Česká Radiměř a tak území obce zasahuje v současnosti také do Čech.

## Název
Od založení až do 20. století se vesnice jmenovala Greifendorf („Greifova ves“). V 18. století vzniklo počeštěné Grándorf. Dnešní jméno dáno po druhé světové válce bez souvislosti s předchozím.

## Historie
Německy Greifendorf (Greiffendorf), do roku 1949 Grándorf, od této doby uměle vytvořený název Hradec nad Svitavou, je zhruba 7 km dlouhá obec 6 km jižně od Svitav. Podle archeologických nálezů je první pravděpodobné osídlení, byť nemělo trvalejší charakter, doloženo v neolitické době. Ves, resp. hradecká fara s kostelem sv. Kateřiny, je poprvé listinně připomínána v roce 1270 jako biskupský majetek, jejíž farář každých čtrnáct dní vykonával bohoslužbu v kostele v Horní Hynčině. Název Griffendorf se poprvé objevil v roce 1318, ale zajímavé je, že jižní část osady nesla pojmenování Gratzl a s dalšími pojmenováními Burghügel, Turmhügel dávala předpoklad, že se zde nacházel nějaký hrádek. Už němečtí historikové se domnívali, že tato část obce je českého původu a hrádek, po němž nesla pojmenování, sloužil k ochraně trstenické nebo brněnské stezky, avšak existence tvrziště nebyla archeologicky doložena.
První zmínkou obec dokazuje, že byla založena při středověké kolonizaci koncem 13. století jako léno olomouckých biskupů. Od roku 1389 byla zahrnuta do mírovského panství. Kostel sv. Kateřiny spadal od roku 1559 do správy svitavského děkanátu a svou nynější podobu nese po přestavbě z roku 1710 v důsledku požáru obce v roce 1673, při níž shořely i nejdůležitější listiny obce – zejména listina o obnovení dědičné rychty potvrzená olomouckým biskupem Stanislavem Thurzem z roku 1535. Rozkvět obce spadal do 15. století, kdy jí byly uděleny výsady ohledně práva várečného, sladovnického, honitby a obchodu se solí, a svá panství zde mělo více vlastníků, z nichž nejvýznamnějšími byli pánové z Hardega a Letovic. Od roku 1567 získal část obce rod Podstatských z Prusinovic, kteří toto léno v roce 1570 prodali olomouckému biskupu Vilému Prusinovskému, který daroval tamnímu faráři právo odúmrti. Během doby část obce mělo v lenním vlastnictví město Svitavy (1580), jíž získalo od Jiřího Kamenohorského z Kamenné Horky a od roku 1630 pak město Svitavy spravovalo celou obec.
Ves byla těžce zasažena třicetiletou válkou, před jejímž začátkem zde žilo 76 osedlých, ale v roce 1677 při lánové vizitaci pouze 71 osedlých a 5 statků bylo pustých. Právo várečné bylo sice v roce 1651 obci odebráno, ves ztratila i některá další privilegia, ale lze vypozorovat rozvoj mlynářství (v obci pracoval i větrný mlýn), zemědělství a živností. Hradec se stal i vyhlášeným tržním místem obilovin. Součástí svitavského panství zůstal až do roku 1849, ale po správní reformě spadal do moravskotřebovského politického okresu a do soudního okresu Svitavy. Od října 1938 připadl pod svitavský landrat v Sudetské župě, ale po skončení druhé světové války byl obnoven předválečný stav. Do roku 1949 patřil do okresu Moravské Třebové, ale poté byl přičleněn do okresu Svitavy. Od 1. ledna 1976 do 31. srpna 1990 byl součástí města Svitavy, poté se osamostatnil.
Ačkoliv byl Hradec silně zemědělskou obcí, byly zde ve 30. letech 20. století založeny i průmyslové podniky (strojírny, koželužna a tkalcovny). Řada obyvatel však dojížděla za prací do Svitav. Ze spolků zde působil spolek politický, zemědělský, hasičský, lidový a železničářský aj. První zmínka o škole pochází již z roku 1560, od roku 1871 se zde nacházela trojtřídní obecná škola s německým vyučovacím jazykem a od roku 1926 i česká menšinová škola.
Pověsti:
- Anežčina studánka[8]
- Zavadilka[8]

## Pamětihodnosti
- Kostel svaté Kateřiny

## Osobnosti
- Ferdinand Richter, držitel dědičné rychty, zemský poslanec
- bl. Engelmar Hubert Unzeitig, katolický kněz a mučedník nacistického režimu
- Josef Zapletal (1899 Vyškov - 23.2.1943 Osvětim), první učitel Menšinové české školy v Hradci nad Svitavou[9][10]

## Galerie

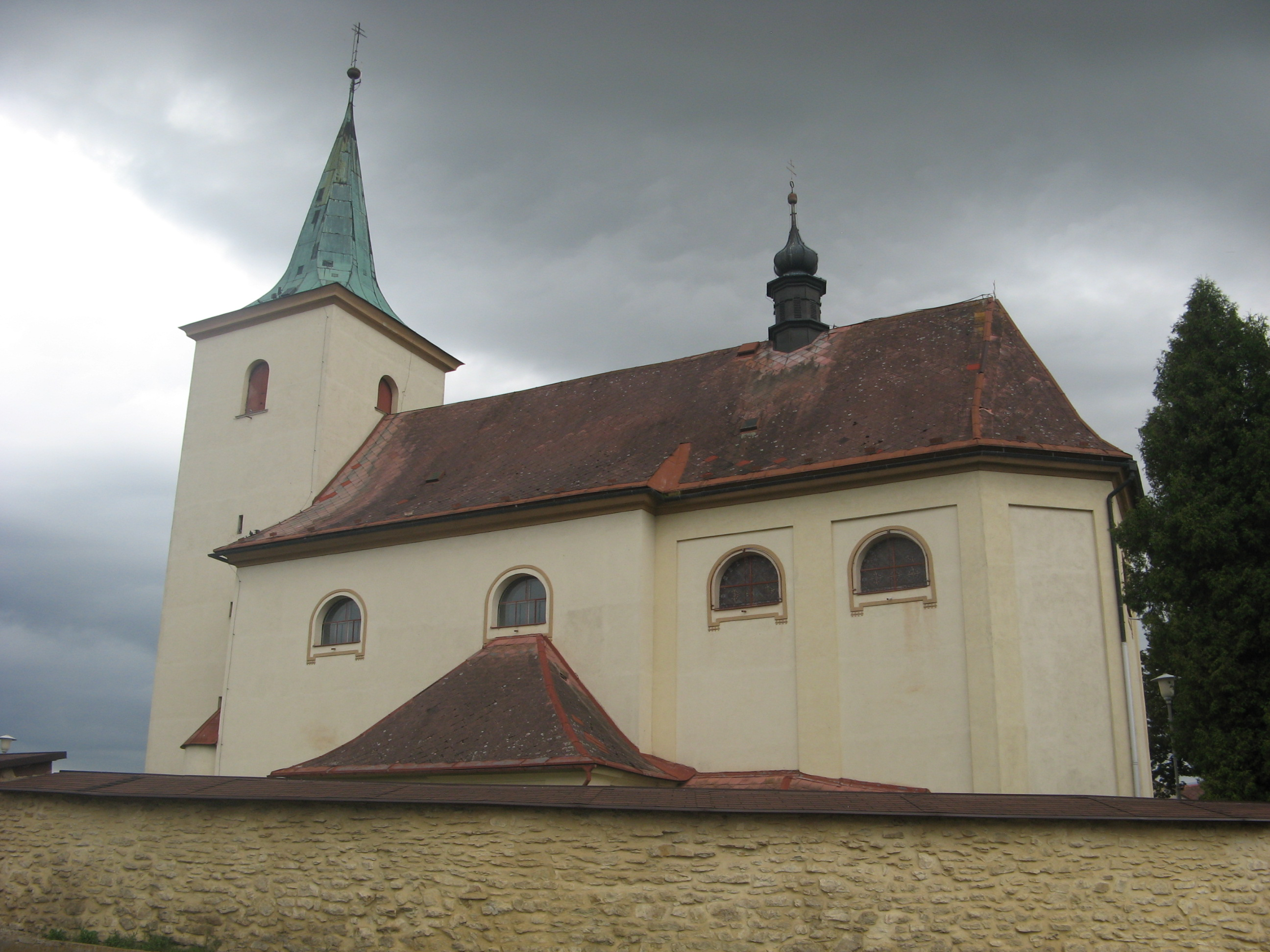
Kostel svaté Kateřiny
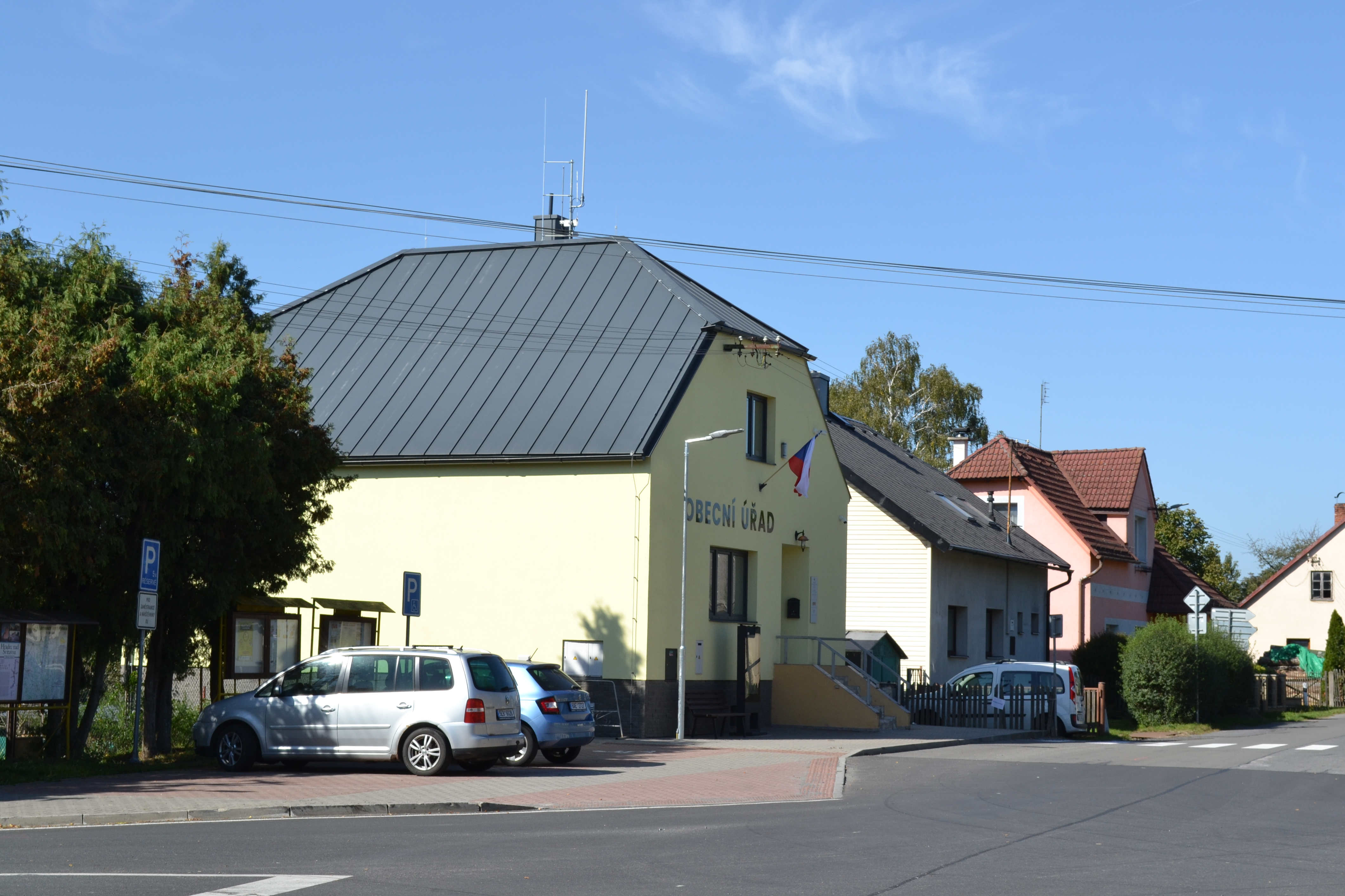
Obecní úřad
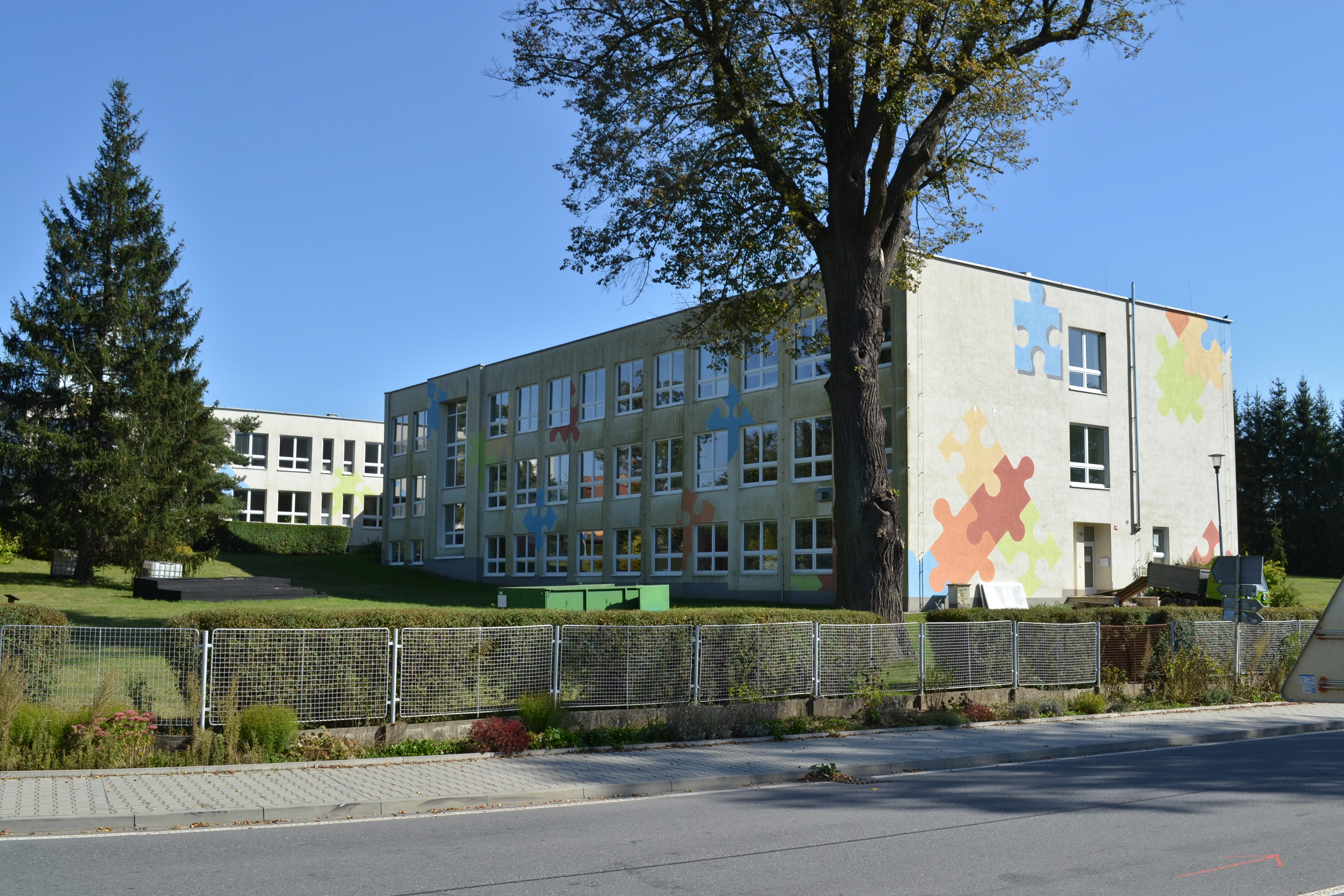
Základní a mateřská škola
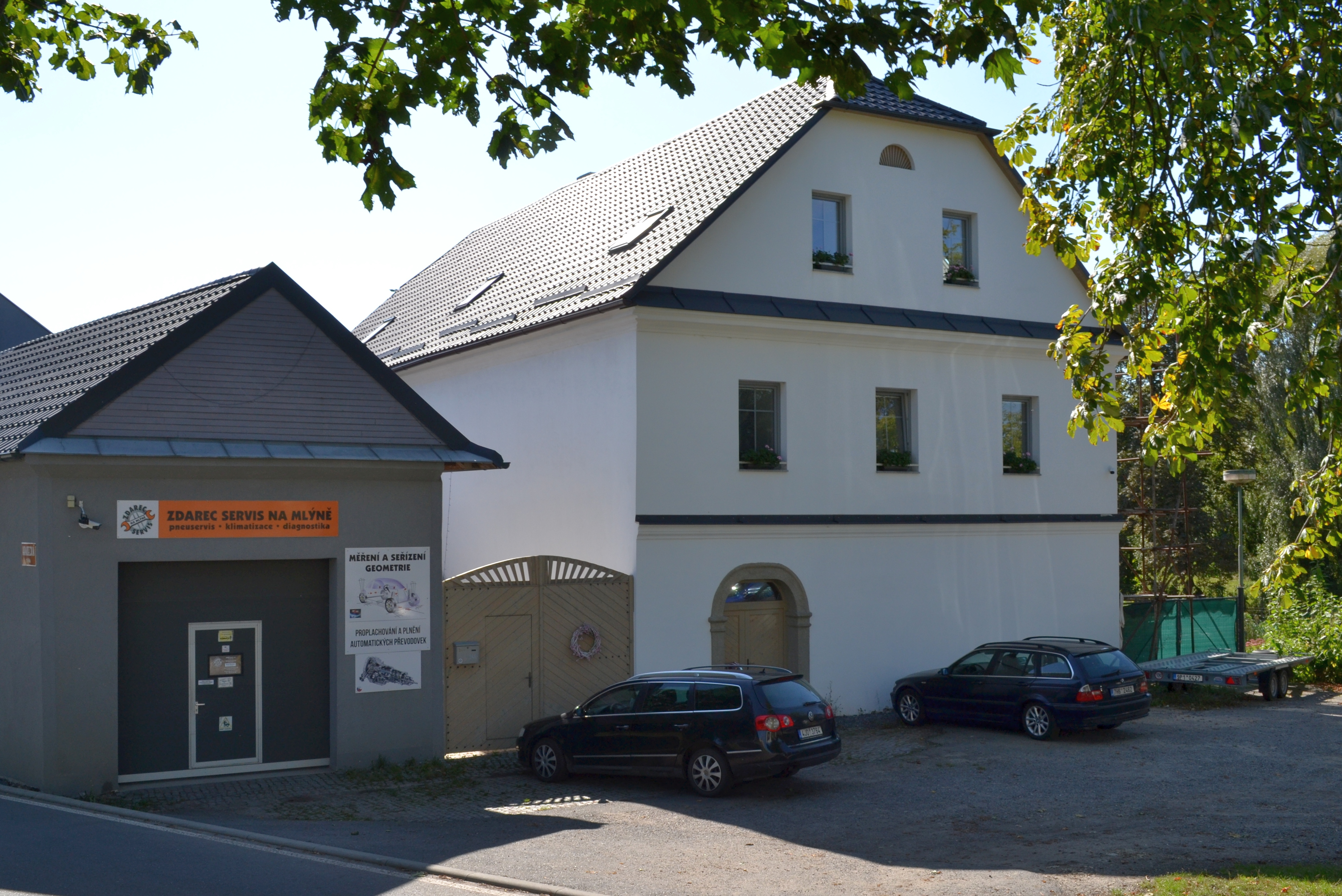
Müllerův mlýn čp. 244
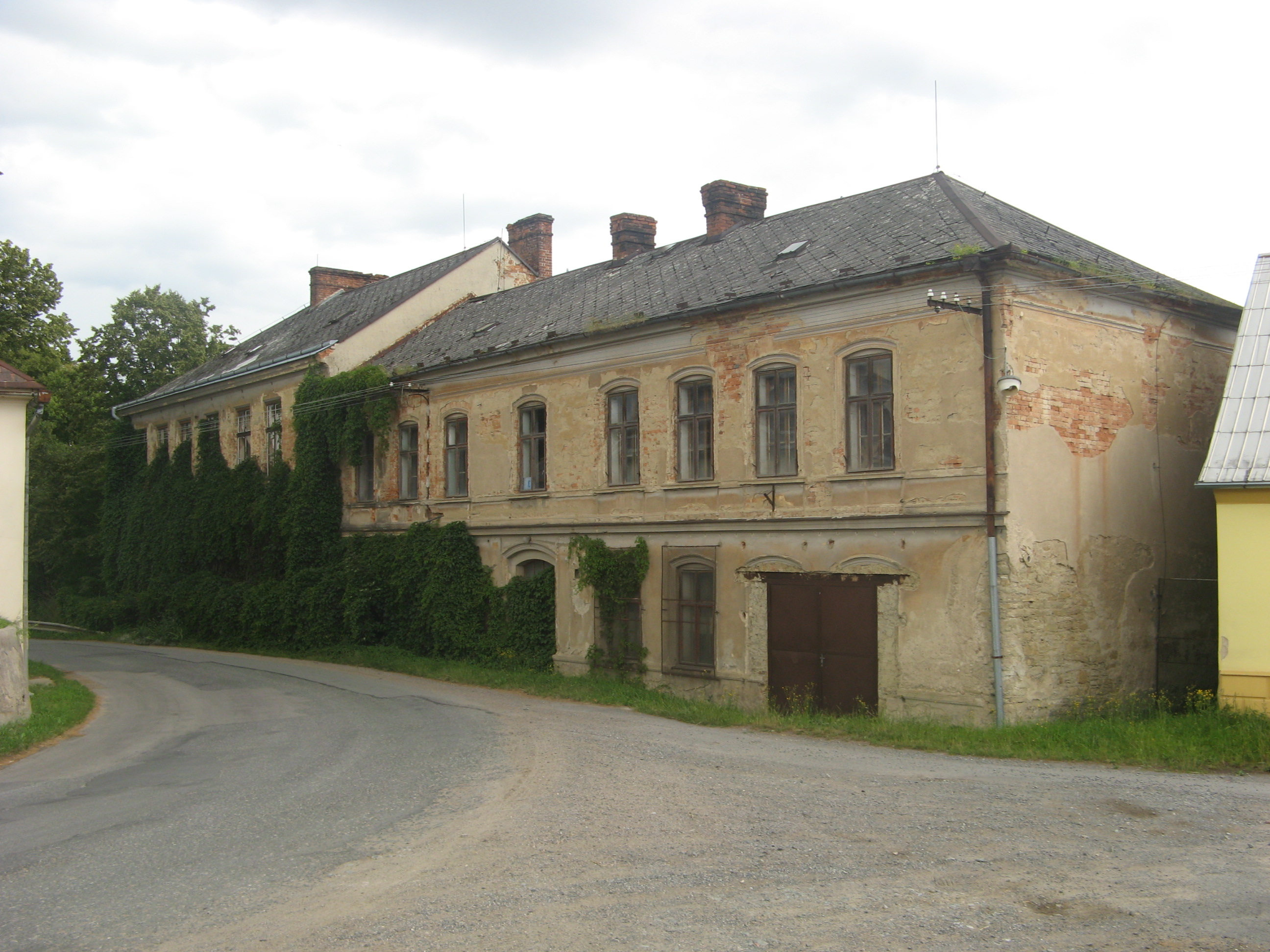
Bývalá škola